# Arauco domado (Pedro de Oña)
Arauco domado es un poema épico publicado por Pedro de Oña en 1596 que describe la lucha del pueblo mapuche (llamado «arauco» por los españoles de la época) y las huestes hispanas. Fue escrito a petición de García Hurtado de Mendoza quien estaba disconforme con el trato que había recibido por Alonso de Ercilla en su poema La Araucana (1569, 1578 y 1589).

## Gestación
Tal como su poema modelo la Eneida, escrito por Virgilio para honrar a la familia julio-claudia por su mítico ancestro Eneas, Pedro de Oña fue expresamente contratado para realzar la figura de Hurtado de Mendoza. Su visión es diametralmente opuesta a la idealización del indígena hecha por Ercilla. Conviene recordar que Ercilla fue un soldado español condenado a muerte por García Hurtado de Mendoza y, a pesar de haber sido indultado por este, su desquite como poeta fue, al escribir el poema La Araucana, ni siquiera mencionar el aporte de Hurtado de Mendoza y nombrarlo como un «mozo capitán acelerado».
Uno de los conquistadores descritos en el poema fue don Julián de Valenzuela, fundador de Concepción.
Otro aspecto del poema es la visión eurocéntrica de Oña quien, a pesar de haber nacido en «Indias» y en el propio Chile, describe un paisaje, fauna y vegetación netamente europeos. También hace aparecer héroes griegos en los bosques chilenos.

## Estructura
El poema está compuesto por un exordio y diecinueve cantos en octavas endecasílabas, es decir, versos de once sílabas métricas en los que riman los versos primero, cuarto y quinto; tercero y sexto; y séptimo y octavo. Como era común en la literatura de su época, tiene muchos latinismos y alusiones a la mitología grecorromana.